# Порічинська волость
Порічинська во́лость — історична адміністративно-територіальна одиниця Пінського повіту Мінської губернії з центром у селі Поріччя.
Станом на 1885 рік складалася з 20 поселень, 13 сільських громад. Населення — 6607 осіб (3387 чоловічої статі та 3220 — жіночої), 484 дворових господарств.
|                     | Площа, десятин | У тому числі орної, дес. |
| ------------------- | -------------- | ------------------------ |
| Сільських громад    | 7860           | 1200                     |
| Приватної власності | 20514          | 1726                     |
| Казенної власності  | 73             | —                        |
| Іншої власності     | 102            | 49                       |
| Загалом             | 28549          | 3981                     |

Основні поселення волості:
- Поріччя — колишнє власницьке село при річці Ясельда, 907 осіб, 75 дворів, православна церква, школа. За версту — садиба Поріччя, суконна фабрика, лікарня. За 1½ версти — садиба Поріччя, цукровий завод. За 5 верст — фільварок Отолчиці, православна церква.
- Достуб — колишнє власницьке село, 544 особи, 50 дворів, православна церква.